# 南京市金陵中学校友列表
一百多年以来，南京市金陵中学培养了五万余名毕业生，其中出类拔萃的校友数以百计。他们以其基础扎实、素质全面、勇于创新而在海内外享有盛誉。例如，人民教育家陶行知，中国科学院原主席团执行主席和名誉主席、杰出的工程热物理学家吴仲华，著名经济学家吴敬琏和厉以宁，微分几何学界世界青年领袖田刚，生物学家傅新元，诺贝尔文学奖获得者高行健，社会学家柯象峰，美学大师宗白华、文史学家程千帆等人文学者。因此，金陵中学被誉为“英才摇篮”。
校友们在世界各地建立了校友会，并编印了报刊《金陵中学校友通讯》。

## 科技
| 姓名   | 生卒年        | 就读/任教时间       | 职业                         | 突出荣誉/成就                                    |
| ------ | ------------- | ------------------- | ---------------------------- | ------------------------------------------------ |
| 韩安   | 1883年-1961年 | 1895年-1904年       | 林学家                       | 创建中央林业研究所                               |
| 陈嵘   | 1888年-1971年 | 1939年-1945年任教   | 林学家、林业教育家           | 中国树木分类学的奠基人                           |
| 陈桢   | 1894年-1957年 | 1911年-1916年       | 生物学家                     | 中央研究院院士 中国科学院院士                    |
| 吕彦直 | 1894年-1929年 | 20世纪初            | 建筑学家                     | 设计金陵大学、中山陵、中山纪念堂、中山纪念碑     |
| 任延桂 | 1894年-1966年 | 1921年毕业          | 医学博士                     | 中国胸外科的早期奠基人                           |
| 王家楫 | 1898年-1976年 | 1917年毕业          | 生物学家                     | 中央研究院院士 中国科学院院士                    |
| 诸福棠 | 1899年-1994年 | 1918年入读          | 儿科学家                     | 中国科学院院士                                   |
| 陈封怀 | 1900年-1993年 | 1919年-1922年       | 植物分类学家                 | 中国近代“植物园之父”                             |
| 陈鸿逵 | 1990年-2008年 | 1922年毕业          | 植物病理学家、农业教育家     | 中国植物病害检疫工作的奠基人                     |
| 戴安邦 | 1901年-1999年 | 20世纪20-30年代任教 | 无机化学家                   | 中国科学院院士                                   |
| 黄瑞纶 | 1903年-1975年 | 1923年毕业          | 农业化学家                   | 建立中国第一个农药专业                           |
| 赵敏学 | 1906年-2009年 | 1924年毕业          | 解剖学家                     | 中国解剖学会理事                                 |
| 吴友三 | 1909年-1997年 | 不详                | 植物病理学家、农业教育家     | 培育十多个小麦品种                               |
| 陈恩凤 | 1910年-2008年 | 1929年毕业          | 土壤学家、农业教育家         | 在土壤方面有突出贡献                             |
| 孙明经 | 1911年-1992年 | 1929年-1936年任教   | 电影摄影家、电影教育家       | 联合国教科文组织成立时首批中国委员会委员         |
| 侯学煜 | 1912年-1991年 | 1929年-1931年       | 植物生态学家                 | 中国科学院院士                                   |
| 汤于翰 | 1913年-       | 19世纪30年代毕业    | 医学家                       | 伦敦皇家内科医学院院士、爱丁堡皇家内科医学院院士 |
| 萧家捷 | 1914年-2005年 | 1933年毕业          | 食品营养领域专家             | 中国儿童食品科技事业的创始人                     |
| 方中达 | 1916年-       | 1932年-1936年       | 植物病理学家、农业教育家     | 在水稻白叶枯病的研究中取得重大成果               |
| 王金陵 | 1917年-       | 1936年毕业          | 大豆育种学家、农业教育家     | 享有“北豆之父”的美誉                             |
| 杨槱   | 1917年-       | 1930年-1932年       | 船舶设计学家                 | 中国科学院院士                                   |
| 吴仲华 | 1917年-1992年 | 1933年-1935年       | 工程热物理学家               | 中国科学院院士                                   |
| 陈梦熊 | 1917年-2012年 | 1930年-1936年       | 水文地质学家                 | 中国科学院院士                                   |
| 林同骥 | 1918年-1993年 | 1933年-1937年       | 流体力学家                   | 中国科学院院士                                   |
| 陈学俊 | 1919年-       | 1931年入读          | 工程热物理学家               | 中国科学院院士                                   |
| 黄孝宗 | 1920年-       | 1938年毕业          | 火箭航天专家、航天科学家     | 美国国家科学院院士                               |
| 徐僖   | 1921年-2013年 | 1937年-1938年       | 高分子材料科学家             | 中国科学院院士                                   |
| 钱宁   | 1922年-1986年 | 1936年入读          | 水利工程学家                 | 中国科学院院士                                   |
| 吴中英 | 1922年-       | 不详                | 防空导弹及自动驾驶仪技术专家 | 国际宇航科学院通讯院士、院士                     |
| 何康   | 1923年-       | 1936年毕业          | 农业部原部长                 | 1993年第七届世界食物奖得主                       |
| 吴旻   | 1925年-       | 1936年入读          | 细胞生物学家、医学遗传专家   | 中国科学院院士                                   |
| 经福谦 | 1929年-2013年 | 1946年-1947年       | 凝聚体物理学学家             | 中国科学院院士                                   |
| 钱宗珏 | 1930年-       | 1946年入读          | 通信科技专家                 | 在通信电缆研究中有所建树                         |
| 吕敏   | 1931年-       | 1943年入读          | 核物理学家                   | 中国科学院院士                                   |
| 齐康   | 1931年-       | 1949年毕业          | 建筑学家                     | 中国科学院院士                                   |
| 李明耀 | 1933年-       | 1949年毕业          | 医学家                       | 国家科学技术进步奖一项特等奖、两项一等奖         |
| 刁锦寰 | 1933年-       | 1946年—1947年       | 统计学家                     | 中央研究院院士（台湾）                           |
| 李正邦 | 1931年-       | 1949年毕业          | 特种冶金学家                 | 中国工程院院士                                   |
| 戴尅戎 | 1934年-       | 1946年-1949年       | 骨科生物力学专家             | 中国工程院院士                                   |
| 陈定昌 | 1937年-       | 1955年毕业          | 航天武器专家                 | 中国科学院院士                                   |
| 祝世宁 | 1949年-       | 1968年毕业          | 功能材料学家                 | 中国科学院院士                                   |
| 傅新元 | 1954年-       | 1966年毕业          | 分子生物学家                 | 国际知名                                         |
| 田刚   | 1958年-       | 1974年毕业          | 数学家                       | 中国科学院院士                                   |
| 鲍哲南 | 1970年-       | 1987年毕业          | 斯坦福大学教授               | 发明世界上最小的纳米晶体管、人造电子皮肤         |

## 人文
| 姓名   | 生卒年 | 就读/任教时间           | 职业                     | 突出荣誉/成就          |
| ------ | ------ | ----------------------- | ------------------------ | ---------------------- |
| 刘伯明 | 不详   | 清末                    | 哲学家，教育学家         | 不详                   |
| 陶行知 | 不详   | 1909年-1910年           | 教育家                   | 不详                   |
| 陈裕光 | 不详   | 1905年入                | 教育家、化学家           | 不详                   |
| 李小缘 | 不详   | 1909年-1915年           | 图书馆专家、目录学家     | 不详                   |
| 宗白华 | 不详   | 1914年入读              | 美学家                   | 不详                   |
| 盛成   | 不详   | 1910年入读              | 学者                     | 不详                   |
| 魏学仁 | 不详   | 1914年入读              | 教育家                   | 不详                   |
| 柯象峰 | 不详   | 1912年入读              | 社会学家                 | 不详                   |
| 吴景超 | 不详   | 1914年入读              | 社会学家                 | 不详                   |
| 杭立武 | 不详   | 1916年入读              | 政治学家                 | 不详                   |
| 王绳祖 | 不详   | 1918年入读              | 历史学家                 | 不详                   |
| 黄瑞采 | 不详   | 1923年毕业              | 土壤学家、农业教育家     | 不详                   |
| 曾绍燏 | 不详   | 1935年任教              | 博物馆家、考古学家       | 不详                   |
| 朱凡   | 不详   | 民国时期                | 作家、文艺评论家、教育家 | 不详                   |
| 程千帆 | 不详   | 1928年入读 1930年代任教 | 文史学家                 | 不详                   |
| 恽宗瀛 | 不详   | 1952年任教              | 画家                     | 不详                   |
| 秦岭云 | 不详   | 19世纪50年代任教        | 画家、教育家             | 不详                   |
| 朱启平 | 不详   | 1933年毕业              | 记者                     | 不详                   |
| 周伯埙 | 不详   | 1933年-1937年           | 数论和代数学家           | 不详                   |
| 厉以宁 | 不详   | 1946年入读              | 经济学家                 | 不详                   |
| 吴敬琏 | 不详   | 1946年入读              | 经济学家                 | 不详                   |
| 傅二石 | 不详   | 1956年毕业              | 美术家                   | 不详                   |
| 高行健 | 不详   | 1952年-1957年           | 剧作家、小说家           | 2000年诺贝尔文学奖得主 |
| 周小陆 | 不详   | 1968年毕业              | 考古学家                 | 不详                   |
| 叶继元 | 不详   | 1973年毕业              | 社会科学家               | 不详                   |

## 社会活动
- 黄荣良，毕业于汇文书院，中华民国外交家
- 许传音，1897年-1905年就读，经济学博士
- 许养秋，1910年毕业，教育学家，历史学家
- 徐绍武，1927年毕业，足球裁判，田径裁判
- 林遵，1922年-1924年就读，原中国人民解放军华东军区海军第一副司令员
- 徐国懋，1923年毕业，中国多家银行董事
- 吴茂荪，1922年-1928年就读，中国民主同盟会发起人之一
- 陈邃衡，1927年-1931年就读，曾任南京市副市长
- 何锡麟，1921年-1931年就读，政治学家
- 陈舜礼，1931年-1935年就读，社会活动学家
- 洛辛，1936年-1939年就读，作曲家
- 高博，1934年毕业，表演艺术家
- 赵洛生，1940年就读，记者，耶鲁大学教授
- 端木正，1934年-1937年就读，曾任中华人民共和国最高人民法院副院长
- 安迪伟，1937年毕业，社会活动家
- 万典武，1941年毕业，商业经济学家
- 张横江，1938年-1945年就读，医生
- 田联韬，1941年-1944年就读，民族音乐学家
- 石庆辉，1956年毕业，中国科学院沙头坡治沙站副研究员
- 姜克安，1946年-1949年就读，漫画家，漫画评论家
- 胡敏，1948年毕业，土木工程学家
- 韩南鹏，全国人民政治协商会议常务委员
- 夏道生，1949年毕业，外交家
- 沈君山，1946年-1948年就读，“国民党四公子”之一，曾任台湾国立清华大学校长，国家统一委员会委员，曾三次与江泽民会谈
- 彭时雄，1946年-1950年就读，从事电测计量与仪表技术的研究
- 李前煦，1956年毕业，南京钢铁集团有限公司董事长兼总经理
- 陈世光，1959年毕业，画家，书法家
- 陈良琨，1982年-1988年工作，江苏省语文特级教师，曾任南京市第一中学校长
- 姜澄宇，1960年-1963年就读，西北工业大学校长
- 马肇立，1967年毕业，美术家
- 铁竹伟，1966年毕业，记者，作家
- 王洪光，1968年毕业，中将军衔
- 周珉，1968年毕业，曾任江苏省人民政治协商会议副主席
- 何琦，1962年-1968年就读，艺术家
- 刘忠虎，1967年毕业，电视主持人
- 张寅平，1980年毕业，清华大学教授
- 唐勇，1987年毕业，金陵中学首位通过竞选产生的学生会主席，南航集团财务公司董事长
- 汪文斌，1989年毕业，外交家
- 史安斌，1988年毕业，清华大学教授，培训了8000余名新闻发言人。
- 孙玥，1984年-1985年就读，中国国家女子排球队队员
- 刘恺，1989年毕业，加州大学戴维斯分校教授
- 黄晓宇，1985年-1989年就读，从事对有机高分子的研究
- 祖峰，1989年毕业，演员
- 蒯乐昊，1992年-1996年就读，任职于南方传媒集团
- 迟晶，1987年-1993年就读，新西兰梅西大学研究生和博士生导师[1]

## 其他
- 盛成，辛亥革命三童子之一
- 韩恢，曾参加黄花岗起义，二次革命时任讨袁副司令
- 孙仲逸
- 韩元佐
- 张彦
- 余永年
- 傅新元
- 卢生
- 邓芝福，1950年毕业，1983年5月16日殉职，《人民日报》以《西藏人民的好儿子》为题报道
- 王德明，1970年毕业，1987年7月7日执行滁河抢险任务时牺牲 [1]